# Jasenové
Jasenové (in ungherese Jeszenye) è un comune della Slovacchia facente parte del distretto di Žilina, nella regione omonima.